# Малките пантери
„Малките пантери“, по-късно „Пантерките“, е детска поп и денс група, създадена през 2001 г.
Нейните членове са: Диана Кръстева (Диди), Красимира Мазълова (Краси), Гергана Гинева (Гери) и Мария Георгиева (Мими). Групата е детската версия на поп-фолк формацията Пантерите и е продуцирана от „Пайнер“. С музикалната компания издават 2 албума – „Вива“ (2001) и „Ша-ля-ля“ (2003). След като напускат компанията, подписват договор с „Фрида“, като променят името си на „Пантерките“ и записват последния си албум „Катюша“ (2004).

## Дискография
- Viva (2001)
- Ша-ля-ля (2003)
- Катюша (2004)

## Награди
2002
- Най-предпочитан видеоклип на група – ТВ Планета